# Cerimônia de abertura da Universíada de Verão de 2009

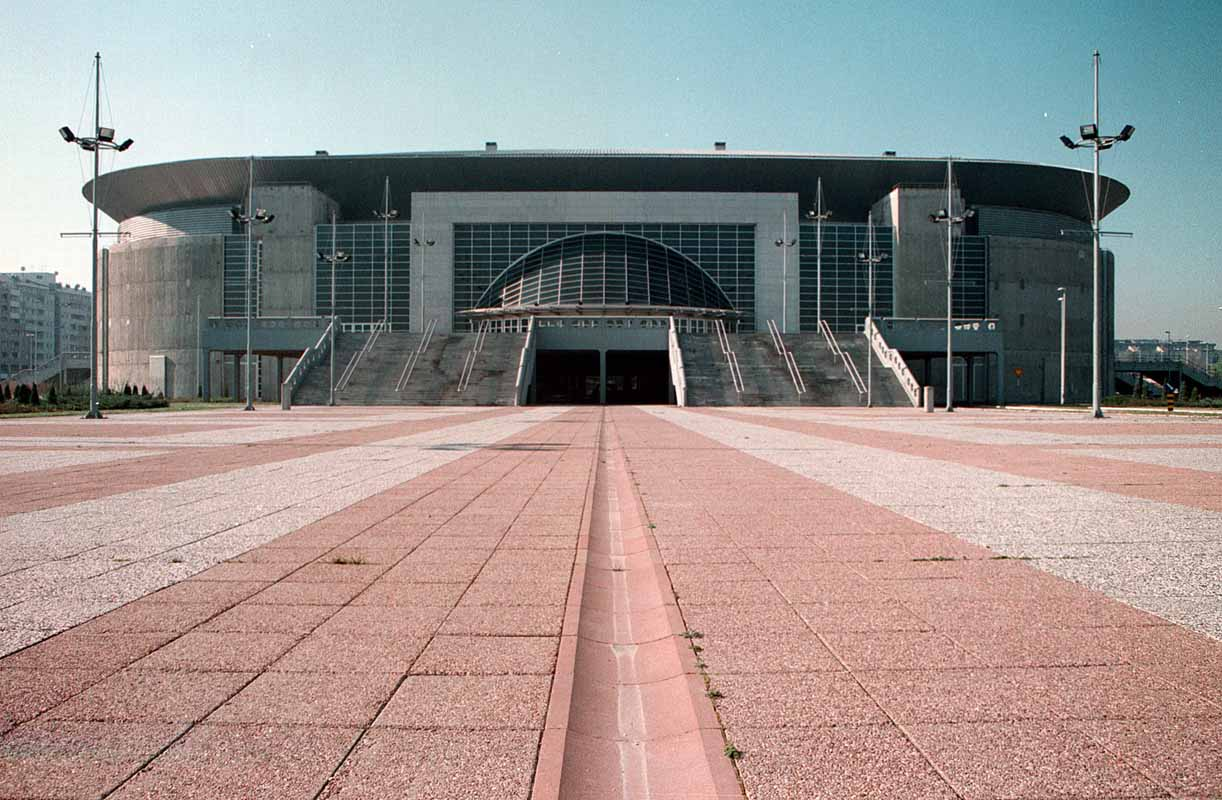
Beogradska Arena, local das cerimônias de abertura e encerramento.

A cerimônia de abertura da Universíada de Verão de 2009 foi realizada em 1 de julho de 2009 no Beogradska Arena em Belgrado na Sérvia e, pela primeira vez na história das Universíadas, num estádio fechado (indoor).

## Programa

### Cerimônia de boas-vindas
A cerimônia iniciou-se com a performance de uma velha canção folclórica, "Igrale se delije".